# Milford on Sea
Milford on Sea är en ort och civil parish (skrivet Milford-on-Sea) i Storbritannien.   Den ligger i grevskapet Hampshire och riksdelen England, i den södra delen av landet, 130 km sydväst om huvudstaden London. Milford on Sea ligger 7 meter över havet och antalet invånare är 4 323.
Terrängen runt Milford on Sea är platt. Havet är nära Milford on Sea söderut.  Närmaste större samhälle är Lymington, 4,8 km nordost om Milford on Sea. 